# Listă de personalități din Cernăuți

Stema oraşului Cernăuţi

Această pagină conține o listă alfabetică de persoane născute în Cernăuți și o listă alfabetică de persoane al căror nume este legat de marele oraș.
| Personalități născute în Cernăuți: A - E • F - L • M - P • R - Z Persoane ale căror nume este legat de Cernăuți: A - F • G - K • L - R • S - Z Vezi și • Legături externe • Note |

## Personalități născute în Cernăuți

### A - E
- Antonie Putneanul (? - 1748), episcop al Bisericii Ortodoxe Ruse;

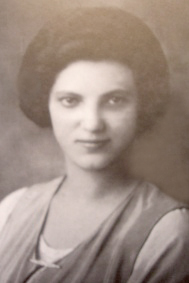
Rose Ausländer

- Rose Ausländer (1901 - 1988), poetă evreică;
- Moshe Barasch (1920 - 2004), istoric de artă evreu;
- Isidor Bodea (1866 - 1938) primul medic șef al Spitalului de Copii din Cernăuți;
- Ion Bostan (1914 - 1992), regizor român de filme documentare;
- Leon Birnbaum (1918 - 2010), matematician român evreu;
- Charles K. Bliss, (1897–1985), inginer chimist și semiotician, inventator al unui limbaj simbolistic;
- Octav Botnar (1913–1998), om de afaceri român;
- Paul Celan (1920–1970, Paris), scriitor evreu de limba germană;
- Erwin Chargaff (1905–2002), biochimist evreu-american;
- Ambrosiu Dimitrovici (1838–1866), publicist român, membru fondator al Academiei Române;
- Yuli-Yoel Edelstein (n. 1958), politician israelian, președintele Knessetului;
- Eugen Ehrlich (1862–1922), romanist, jurist și sociolog al dreptului;
- Alfred Eisenbeisser (1908–1991), fotbalist român.

### F - L
- Moisei Fișbein (n. 1947), scriitor, traducător evreu-ucrainean;
- Maria Forescu (Maria Füllermann) (1875–1943), cântăreață, actriță evreică-austriacă-germană;
- Murray Gell-Mann (1929- 2019)-  fizician ilustru american, Laureat Nobel, fondatorul cromodinamicii cuantice, părinții căruia provin din Cernăuți
- Alfred Gong (născut Alfred Liquornik) (1920–1981), poet evreu-austriac-american de limba germană;
- Dumitru Gorșcovschi (1940–2015), sculptor ucrainean de origine română;
- Joseph Gregor (1888–1960), dramaturg, istoric al teatrului, libretist austriac;

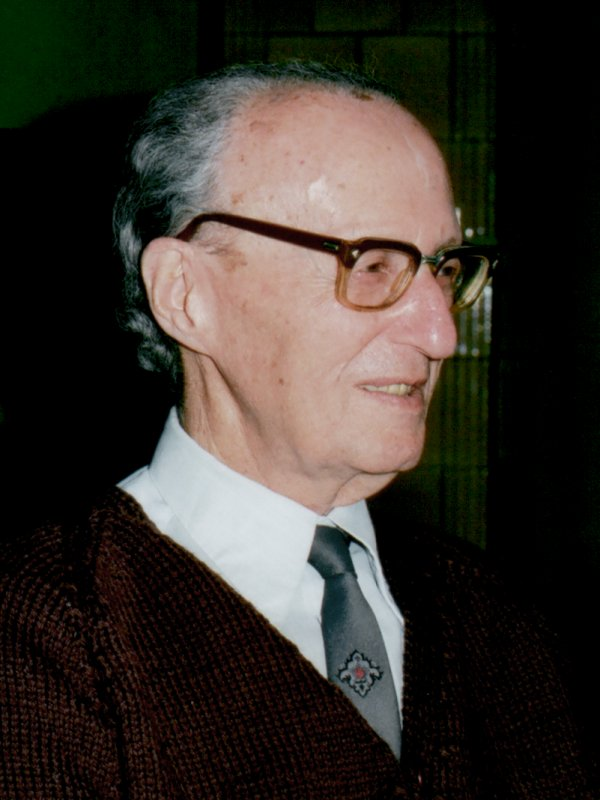
Radu Grigorovici

- Radu Grigorovici (1911–2008), fizician român, membru al Academiei Române;
- Norberto Höfling (1924–2005), fotbalist evreu român;
- Maria Iaremciuk (n. 1993), cântăreață ucraineană de muzică pop;
- Arseni Iațeniuk (n. 1974), om politic ucrainean, a fost ministrul de externe și președintele Radei Supreme a Ucrainei;
- Ilasievici Ilie, (1918–1991) , profesor de matematică;
- Vladimir Iliescu (1926 - 1997), filolog;
- Constantin Isopescu-Grecul (1871–1938), jurist, politician, om de afaceri român din Austro-Ungaria;
- Raimund Friedrich Kaindl (1866–1930) istoric, folclorist austriac, profesor la Universitatea locală;
- Frederick John Kiesler (1890–1965), desenator de teatru, artist, teoretician și arhitect evreu-austriac-american;
- Alfred Kittner (1906–1991), poet evreu-român de limbă germană; în ultimii ani ai vieții a emigrat în Germania;
- Aurel Kostrakiewicz (n. 1930), editor de imagine și operator de film român;
- Olena Kravațka (n. 1992), scrimeră ucraineană;
- Mila Kunis (n. 1983), actriță evreică; a emigrat în Statele Unite;
- Zvi Laron (n. 1927), medic și cercetător evreu-israelian, specialist în endocrinologie infantilă;
- Grigore N. Lazu (1845 - 1898), scriitor român;
- Evhenia Lopata (n. 1994), traducătoare.

### M - P
- Itzik Manger (1901–1969), scriitor limbă idiș, a trăit în România, Polonia, Franța, Israel;
- Georg Marco (1863–1923), jucător de șah și autor austriac;
- Selma Meerbaum-Eisinger (1924–1942), poetă și traducătoare evreică-română de limbă germană;
- Vladimir Melnikov (1951), scriitor, compozitor, artist emerit al Ucrainei.

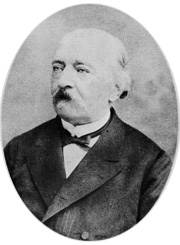
Carol Miculi

- Carol Miculi (1821–1892), pianist și compozitor român, având și origini poloneze, ucrainene și armene;
- Jan Mikulicz-Radecki (1850–1905), chirurg polonez cu rădăcini germane;
- Valentin Bartholomaeus Ritter von Mikulicz-Radecki (1855–1910), militar austriac de origine polonă, feldmareșal-locotenent;
- Modest Morariu (1929–1988), scriitor și traducător român;
- Hermann Poras (1835–1899), medic și politician evreu;
- Anton Pawlowski (1830–1901), ofițer, comandant al ordinului regal al coroanei românești; Maestru onorific al corpului militar de elevi Alemannia etc;
- Emil Pavelescu (1944 – 2015), pictor român;
- Michail Prodan (1912–2002), silvicultor german, de origine român din Cernăuți, fondatorul biometriei silvice în spațiul vorbitor de germană, profesor la Freiburg.

### R - Z
- Zamfir Ralli-Arbore (1848 - 1933), scriitor, jurnalist român;
- Gregor von Rezzori (născut d'Arezzo; 1914–1998), scriitor de limbă germană de origine siciliano-austriacă;
- Walther Rode (1876–1934), scriitor, avocat;
- Ludovic Rodewald-Rudescu (1908–1922), biolog român de etnie germană;
- Ludwig Rottenberg (1864–1932), dirijor și compozitor evreu-german;
- Maximilien Rubel (1905–1996), sociolog și istoric al marxismului evreu-francez, apropiat de anarhism, veteran al războiului civil din Spania;
- Mircea Șerbănescu (1919–2012), scriitor, publicist;
- Sidy Thal (1912–1983), actriță și cântăreață evreică în limba idiș din România și Ucraina;
- Constantin Tomaszczuk (1840–1889), jurist, om politic român, inițiatorul și primul rector al Universității din Cernăuți cu limba de predare germană;
- Stefanie von Turetzki (1868–1929), fondatoare a primului liceu de fete din Austro-Ungaria, la Cernăuți;
- Tudor Țopa (1928–2008), scriitor și traducător român;
- Viorica Ursuleac (1894–1985), cântăreață de operă din Austria și Germania, de origine română;
- Roman Vlad (1919–2013), compozitor, pianist român, emigrat în Italia;
- Isidor Vorobchievici (1836–1903), compozitor, muzicolog, preot;
- James Immanuel Weissglas (1920–1979), traducător, poet evreu-român de limbă germană, ziarist;
- Rosa Welt-Straus (1856–1938), medic, activistă feministă evreică;
- Tzvi Yavetz (1925–2013), istoric evreu, emigrat în Israel;
- Friedrich Zelnik, (1885–1950), regizor și producător evreu-german de filme mute.

## Persoane ale căror nume este legat de Cernăuți

### A - F
- Aharon Appelfeld (n. 1932), scriitor de limbă ebraică;
- Avigdor Arikha (n. 1929), pictor, desenator evreu-israelian-francez;
- Hermann Bahr (1863-1934) - scriitor austriac; a studiat o perioadă la Universitatea din Cernăuți;
- Edward Bibring (1895–1959), medic și psihanalist austriac, colaborator al lui Freud;
- Grigore Vasiliu Birlic (1905–1970), actor român; a studiat dreptul și artele dramatice la Cernăuți, unde a și debutat la Teatrul Național din localitate;
- Nathan Birnbaum (1864–1937), scriitor, filozof evreu; a patronat în anul 1908, la Cernăuți, conferința pentru promovarea limbii idiș;
- Antonin Borovec (1870–1925), diplomat cehoslovac în Cernăuți, fondator al Conceptului social-inovativ pentru văduve și orfani;
- Josef Burg, (1912–2009), poet evreu, locuitor al Cernăuțiului;

- Mihai Eminescu (1850–1889), poetul național al României, a învățat la școala elementară, precum și la liceul german din Cernăuți;
- Osip Iuri Adalbertovici Fedkovici (1834–1888), scriitor ucrainean; a activat și la Cernăuți, unde Universitatea îi poartă numele;
- Robert Flinker (1906–1945), scriitor român de limbă germană și medic; a trăit la Cernăuți;
- Iancu Flondor (cavaler de Flondor) (1865–1924), om politic român, conducătorul mișcării naționale a românilor din Bucovina; a studiat la liceul german din Cernăuți, a activat în acest oraș ca parlamentar în Dieta Bucovinei și, în 1918, a prezidat Consiliul Național Român al Bucovinei;
- Tudor de Flondor (1862–1908), compozitor român;
- Jacob Frank (1726–1791), predicator mesianic evreu din Galiția; a trăit în tinerețe la Cernăuți;
- Ivan Franko (1856–1916), scriitor ucrainean; a studiat un semestru la Universitatea din Cernăuți;
- Karl Emil Franzos (1848–1904), scriitor și publicist austriac, evreu crescut în Cernăuți;

### G - K
- Gala Galaction (1879–1961), scriitor și preot ortodox român; a terminat doctoratul în teologie la Universitatea din Cernăuți, în 1909;
- Vasile Găină (1868–1909), teolog, publicist român, profesor la Cernăuți;
- Avram Goldfaden (1840–1908), dramaturg, actor, regizor, compozitor și producător de teatru în limba idiș, evreu din Ucraina, și-a desfășurat o parte din activitatea artistică la Cernăuți și în Regatul României;
- Zygmunt Gorgolewski (1845–1903), arhitect polonez, a proiectat edificiul Băncii din Cernăuți;
- Gheorghe Grigorovici (1871–1950), lider social democrat și om politic român;
- Eugenie Hacman (1793–1873), prelat creștin ortodox român; a inițiat întemeierea mitropoliei Cernăuțiului și Bucovinei (1873);
- Josef Hlávka (1831–1908), arhitect ceh, a proiectat complexul mitropoliei din Cernăuți, azi sediu al Universității, și biserica catolică armeană din oraș;
- Eudoxiu Hurmuzachi (1812–1874), jurist, istoric; a activat și a murit la Cernăuți;
- Nazari Iaremciuk (n. 1951–1995), cântăreț ucrainean; a trăit în marele oraș;
- Viorel Iliescu (n. 1940), actor;
- Volodymyr Ivasiuk (1949–1979), compozitor ucrainean de muzică ușoară, născut în regiunea Cernăuți;
- Joseph Kalmer (1898–1959), scriitor și ziarist austriac; a învățat la liceul din Cernăuți;
- Friedrich Kleinwächter (1877–1959), economist, a studiat la Cernăuți;
- Ruth Klieger Aliav (1914–1979), activistă în domeniul umanitar, româno-israeliană, de origine evreică din Ucraina;
- Olga Kobyleanska (1863–1942), scriitoare ucraineană; a trăit la Cernăuți;
- Anton Kochanowski von Stawczan, baron de Stawczan (1817–1906), politician și moșier polonez, fost primar al Cernăuțiului.

### L - R
- George Löwendal (1897–1964), pictor, poet, scenograf, actor, maestru de balet;
- Eusebie Mandicevschi (1857 - 1929), compozitor, muzicolog român.
- Constantin Mandicevschi (1859 - 1933), poet, profesor și bibliotecar român, autorul versurilor melodiei Cântă cucu-n Bucovina.
- Dan Pagis (1930–1986), poet evreu, emigrat în Israel;
- Traian Popovici (1892–1946), avocat român, decorat de Statul Israel cu titlul și medalia „Drept între popoare”;
- Leibu Levin (1914–1988), declamator în limbile română, idiș și ebraică, poet și compozitor;
- Alfred Margul-Sperber (1898–1967), poet evreu-român de limbă germană și traducător;
- Anastasia Markovici (n. 1979), pictoriță ucraineană care locuiește în Cernăuți.
- Andreas Mikulicz (1804–1881), arhitect austriac cu origini polone din Galiția, a proiectat clădirea primăriei orașului Cernăuți, unde s-a stabilit;
- Ion Nistor (1876–1962), istoric și om politic român, unul din conducătorii luptei românilor din Bucovina pentru autodeterminare și unire la România; a fost profesor la Universitatea din Cernăuți și ministru, a dat profil românesc acestei universități.
- Aurel Onciul (1864–1921), (cavaler de Onciul), om politic român, liderul partidului democrat al românilor din Bucovina, inițiator al „Tovărășiei țărănești” cu rutenii;
- Alexandru Petrino (1824–1899), politician și patriot român, deputat în Dieta Bucovinei și în Consiliul Imperial Austriac, Ministru al Agriculturii al Imperiului Austriac.
- Florin Piersic (n. 1936) este un actor român de teatru și film; și-a petrecut o parte din copilărie la Cernăuți;
- Dumitru Plesca (1904–1939), luptător pentru unificarea Basarabiei cu România, a efectuat stagiul militar la Cernăuți;
- Israel Polak (1909–1993), industriaș chilian - israelian, originar din Maramureș, a învățat la o școală textilă din Cernăuți, unde a înființat, ulterior, o înteprindere textilă;.
- Ciprian Porumbescu (1853–1883), compozitor român, a făcut studii muzicale la Cernăuți, unde a compus unele din creațiile sale muzicale, inclusiv muzica la Imnul Albaniei (sau în versiunea inițială românească „Pe-al nostru steag e scris Unire”);
- Sextil Pușcariu (1877–1948), lingvist și filolog român, născut la Brașov, profesor extraordinar începând cu anul 1906, a fost titularul catedrei de limbă și literatură română timp de zece ani (începând cu anul 1908) și decanul Facultății de Filozofie de la Universitatea din Cernăuți în 1918;

Casa lui Aron Pumnul, unde a locuit o perioadă și Mihai Eminescu (strada Aron Pumnul nr. 19)

- Aron Pumnul (1818–1866), filolog și pedagog român, profesor al lui Mihai Eminescu, la gimnaziul german din Cernăuți; a murit la Cernăuți;
- Wilhelm Reich (1897–1957), psihanalist, psihiatru și sexolog austriac și american; a învățat la școala din Cernăuți;
- Vladimir de Repta (1842–1926) teolog ortodox român, mitropolit al Bucovinei între anii 1902-1924, profesor și rector al Universității din Cernăuți;
- Eric Roll (1907–2005), economist, administrator, diplomat și bancher britanic, fiul bancherului evreu Mathias Roll din Cernăuți, oraș în care a învățat, în 1918-1925, la o școală privată românească, a fost guvernator al Băncii Angliei și director al societății Times Newspapers.Ltd, președinte al Băncii Warburg SA;
- Moses Rosenkranz (1904–2003), poet de limbă germană, evreu; a trăit în România, URSS și Germania;
- Sofia Rotaru (n. 1947), cântăreață ruso-ucraineană de muzică ușoară, cu rădăcini românești, născută în zona Cernăuți.

### S - Z
- Ion G. Sbiera (1836–1916), folclorist, istoric literar român, profesor de limba și literatura română la Cernăuți;
- Joseph Schmidt (1904–1942), tenor evreu-austriac-german;
- Isaac Schreyer (1890–1948), poet, traducător austriac.
- Joseph Schumpeter (1883–1950), economist austriac-american; între 1909–1911 a fost profesor la Universitatea din Cernăuți;
- Eliezer Steinbarg (1880–1932), scriitor evreu; a devenit mentorul vieții literare idiș la Cernăuți, unde a și murit;
- Wilhelm Stekel (1868–1940), medic, psihanalist și sexolog austriac; a crescut la Cernăuți, unde a frecventat liceul;
- Leo Stern (1901–1982), istoric, sociolog și militant comunist austriac; a urmat liceul la Cernăuți;
- Manfred Stern (1896–1954), militant comunist austriac, evreu din Bucovina, fratele lui Leo Stern, comandant al Armatei Roșii chineze și al Brigăzii a 11 -a republicane în Războiul civil din Spania;
- Wolf Stern (1897–1960), militant comunist, ziarist și istoric militar, evreu, fratele lui Leo și Manfred Stern, a activat în România, Austria, URSS și, apoi, s-a stabilit în Germania de Est;
- Alexander Supan (1847–1920), geograf și geopolitician austro-german, originar din Tirol, a fost profesor de gimnaziu și apoi universitar la Cernăuți;
- Nikolai Vavilov (1887–1943) genetician și botanist rus; a fost arestat în 1940, în perioada terorii staliniste, în timpul unei misiuni științifice, la Cernăuți;
- Salo Weisselberger (1867–1931), om politic, jurist, judecător evreu, primar al orașului;
- Sofia Vicoveanca (n. 1941), interpretă română de muzică populară.